# Cloruro de metansulfonilo

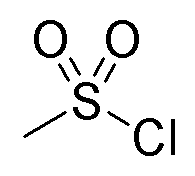
Estructura del cloruro de metansulfonilo

El cloruro de metansulfonilo (cloruro de mesilo) es un compuesto que contiene un grupo funcional cloruro de sulfonilo (-SO2Cl), es usado para preparar ésteres de metansulfonato, y para generar sulfeno. Se suele abreviar como MsCl.

## Preparación y manipulación
El cloruro de metansulfonilo es altamente tóxico, sensible a la humedad, corrosivo, y un agente lacrimógeno. Debe ser almacenado en una ubicación seca, preferentemente dentro de un desecador. Es elaborado vía síntesis directa a partir de metano y cloruro de sulfurilo en una reacción radicalaria (1):
CH4 (g) + SO2Cl2 (g) → CH3SO2Cl + HCl (g) (1)
otro método de manufactura empieza con el ácido metansulfónico, que es accesible a partir de metano y trióxido de azufre (2) o por oxidación vigorosa del metanotiol (3): 
CH4 (g) + SO3 (g) → CH3SO3H (l) (2)
CH3SH + HNO3 → CH3SO3H + H2O + NOx (3)
El ácido metansulfónico preparado es hecho reaccionar con cloruro de tionilo (4) o fosgeno (5) para formar cloruro de mesilo:
CH3SO3H + SOCl2 → CH3SO2Cl + SO2 + HCl (4)
CH3SO3H + COCl2 → CH3SO2Cl + CO2 + HCl (5)

## Aplicaciones

### Metansulfonatos
El principal uso del cloruro de metansulfonilo es la formación de metansulfonatos a partir de alcoholes, en presencia de una base no nucleofílica. Los metansulfonatos son usados como intermediarios en reacciones de sustitución, reacciones de eliminación, reducciones, y reacciones de transposición. Cuando son tratados con un ácido de Lewis, los metansulfonatos de oxima sufrirán fácilmente una transposición de Beckmann.
Ocasionalmente, los metansulfonatos han sido usados como grupos protectores para alcoholes. Son estables a condiciones ácidas, y es desprotegido a alcohol usando amalgama de sodio.

### Metansulfonamidas
El cloruro de metansulfonilo reaccionará con aminas para formar metansulfonamidas. A diferencia de un metansulfonato, una metansulfonamida es un grupo funcional estable, tanto bajo condiciones ácidas como alcalinas. Cuando se usa como grupo protector, pueden ser convertidos nuevamente a aminas usando hidruro de aluminio y litio o mediante una reducción por una solución de un metal.

### Adición a alquinos
En presencia de cloruro de cobre(II), el cloruro de metansulfonilo se adicionará a los alquinos para formar β-clorosulfonas.

### Formación de heterociclos
Al ser tratado con una base, tal como la trietilamina, el cloruro de metansulfonilo sufrirá una eliminación para formar sulfeno. El sulfeno puede sufrir cicloadiciones para formar varios heterociclos. Las α-hidroxicetonas reaccionan con sulfeno para formar sultonas de cinco miembros.

### Misceláneo
La formación del ion acriliminio a partir de α-hidroxiamida puede lograrse usando cloruro de metansulfonilo y una base, típicamente trietilamina.